# Diplocolenus frauenfeldi
Diplocolenus frauenfeldi är en insektsart som beskrevs av Franz Xaver Fieber 1869. Diplocolenus frauenfeldi ingår i släktet Diplocolenus och familjen dvärgstritar. Inga underarter finns listade i Catalogue of Life.